# Watendlath Tarn
Der Watendlath Tarn ist ein See im Lake District, Cumbria, England, an dessen Ufer der Weiler Watendlath liegt.
Der See wird von verschiedenen kleinen Bächen von den umgebenden Berghängen gespeist, der Hauptzufluss ist aber der Bleatarn Gill am Nordende des Sees.
Am Südende des Sees verlässt der Watendlath Beck als einziger Abfluss den See.
Watendlath liegt am Ende einer Straße, die vom Derwent Water den Berg hinaufführt, und das Land gehört dem National Trust. Der See und eine historische Steinbrücke in einem Tal mit den als besonders typisch für den Lake District angesehenen sanft abfallenden Hängen machen den Platz zu einem Touristenziel.
Die Malerin Dora Carrington malte 1921 ein Bild von Watendlath, das sich heute im Besitz der Tate Gallery befindet.
Der Schriftsteller Sir Hugh Walpole machte Watendlath zum Heimatort von Judith Paris in seiner Reihe der Herries Chronicles.